# Бруна Брунеллескі
«Бруна Брунеллескі» — акварель англійського художника-прерафаеліта Данте Габріеля Россетті, створена в 1878 році. Нині перебуває в зібранні Музею Фіцвільяма.
Робота нагадує олійний портрет («Місіс Вільям Морріс») Джейн Морріс, створений Россетті в 1868 році. Мистецтвознавець Вірджинія Сертіс припускає, що акварель була створена як ескіз для великого портрета Джейн Морріс. У своєму листі до Джейн він писав, що не хотів би, щоб вона стала предметом розмов сторонніх людей і не була безпосередньо пов'язана з цим портретом, тому назвав свою роботу Бруна Брунеллескі з посиланням на темне волосся і смаглявий колір обличчя (слово 'brune 'перекладається як коричневий). Також він збирався назвати цю роботу «Вітторія Колона», але згодом вирішив уникнути порівняння себе з Мікеланджело. Акварель придбав Леонард Валпі, проте пізніше Россетті попросив повернути її на доопрацювання; в 1883 власником став С. У. Міллз.